# Brunsbek
Brunsbek (niederdeutsch Bruunsbeek) ist eine Gemeinde im Kreis Stormarn in Schleswig-Holstein.

## Geographie

### Geographische Lage
Das Gebiet der Gemeinde Brunsbek erstreckt sich im Westen des Naturraums Lauenburger Geest (Haupteinheit Nr. 696) am östlichen Rande der Metropole Hamburg. Im Gemeindegebiet fließt der Brunsbach zur Bille, sowie der Langeloher Graben in Richtung der Glinder Au.

### Ortsteile
Die Häusergruppe Hahnenkaten, sowie die  Ortsteile Kronshorst, Langelohe und Papendorf sind amtlich registrierte Wohnplätze in der Gemeinde Brunsbek.

### Nachbargemeinden
Das Gemeindegebiet von Brunsbek wird umschlossen von jenen der Gemeinden:
| Braak      | Siek                                        | Großensee |
|            | Kompassrose, die auf Nachbargemeinden zeigt | Rausdorf  |
| Barsbüttel | Reinbek, Witzhave                           |           |

## Geschichte
Brunsbek entstand am 1. Januar 1974 durch den Zusammenschluss der Gemeinden Kronshorst, Langelohe und Papendorf. Der Name leitet sich aus der plattdeutschen Bezeichnung für den Brunsbach ab, der alle drei Dörfer durchfließt.

## Sehenswürdigkeiten
Die Baudenkmale sind in der Liste der Kulturdenkmale in Brunsbek, die Bodendenkmale in der Liste der Bodendenkmale in Brunsbek aufgeführt.

## Politik

### Gemeindevertretung
Bei der Kommunalwahl am 14. Mai 2023 wurden insgesamt 13 Sitze vergeben. Von diesen erhielt die Allgemeine Brunsbeker Wählergemeinschaft acht Sitze und die CDU fünf Sitze.

### Wappen
Blasonierung: „Durch einen beiderseits eingeschweiften silbernen Balken von Blau und Rot geteilt. Oben ein silberner Kranich im Flug, unten ein kreisrundes silbernes Kirchenfenster mit schwarzen, eine sechsteilige Rosette bildenden Stegen.“
Das Wappen von Brunsbek ist eine bildliche Darstellung der drei Ortsteile. Der Kranich steht dabei für den Ortsteil Kronshorst (Kron ist die plattdeutsche Bezeichnung für Kranich), der lange Balken für Langelohe und das Kirchenfenster für Papendorf, das als Gründung des Hamburger Domkapitels entstanden war.

## Bildung
Die Fahrbücherei im Kreis Stormarn hält im Drei-Wochen-Rhythmus an drei Haltepunkten in Brunsbek.